# Perūch
Perūch (persiska: پروچ, پِروج) är en ort i Iran.   Den ligger i provinsen Ardabil, i den nordvästra delen av landet, 300 km nordväst om huvudstaden Teheran. Perūch ligger 1 603 meter över havet och antalet invånare är 285.
Terrängen runt Perūch är lite bergig, och sluttar västerut. Runt Perūch är det ganska glesbefolkat, med 38 invånare per kvadratkilometer. Närmaste större samhälle är Khalkhāl, 13,8 km öster om Perūch. Trakten runt Perūch består i huvudsak av gräsmarker.